# Manuel Dalmau i Blanch
Manuel Dalmau i Blanch fou un organista i eclesiàstic. Nasqué a Cassà de la Selva el 1909, on es formà amb l'organista i mestre de música Gabriel Garcia. Prengué possessió del benefici de l'orgue de Sant Esteve d'Olot el 1934, essent-ne també vicari sota el rectorat d'Antoni Butiñà. Traspassà el 10 de novembre de 1943, als 34 anys.
De la seva obra compositora se'n conserva una cançó en el revers d'un manuscrit d'un altre autor, i un Ave Maria dintre d'un recull de càntics marians del fons de l'església parroquial de Sant Esteve d'Olot.